# Дмитриев, Валериан Иванович
Дмитриев Валериан Иванович (1880 — 1965) — офицер Российского императорского флота, участник Русско-японской войны, вахтенный начальник миноносца «Сильный», флагманский офицер заведующего отрядами миноносцев Квантунского флотского экипажа, участник обороны Порт-Артура, командуя отрядом охотников на минном катере броненосца «Ретвизан» взорвал миной японский миноносец,  Георгиевский кавалер. Подводник, командир подводных лодок «Сиг» и «Кайман». Участник Первой мировой войны, капитан 2 ранга. Брат поэтессы Елизаветы Дмитриевой (известной под псевдонимом Черубина де Габриак).

## Биография
Валериан Иванович Дмитриев родился 20 мая 1880 года в небогатой дворянской семье, учителя чистописания Ивана Васильевича Дмитриева (ок. 1857—1901), рано умершего от чахотки. У Валериана были две младшие сестры: Антонина (около 1883—1908) — учительница, умерла от заражения крови при родах и Елизавета (1887—1928) — русская поэтесса и драматург.
В службе с 1902 года, 23 сентября 1903 года был произведён в мичманы из юнкеров флота. С 25 октября 1903 года служил вахтенным офицером броненосца «Ретвизан». 17 января 1904 года назначен вахтенным начальником миноносца «Сильный».

### Участие в русско-японской войне
14 марта 1904 года участвовал в атаке эсминцев «Сильный» и «Решительный» против японских брандеров, которые японцы пытались затопить на фарватере и тем самым закупорить русскую эскадру в порт-артурской бухте. Рискуя попасть под огонь своих батарей эсминцы вышли навстречу брандерам и осуществили пуск торпед, которые поразили два из четырёх вражеских судна, тем самым не позволив существенно помешать движению русских судов. 26 марта 1904 года Дмитриев «за отличия в делах против неприятеля» был награждён орденом Святой Анны 3-й степени с мечами и бантом.
В июня-июле 1904 года состоял при заведующем 1-го отряда миноносцев в Порт-Артуре, затем продолжил службу на миноносце «Сильный». 1 августа 1904 года был назначен флагманским офицером заведующего отрядами миноносцев Квантунского флотского экипажа. В октябре 1904 года командующий отдельным отрядом судов контр-адмирал Р. Н. Вирен назначил мичмана Дмитриева начальником экспедиции в бухту Тонкау, где по сведениям штаба, находилась ночная стоянка японского броненосца «Чин-Иен». Ночью 21 октября 1904 года, командуя минным катером «Ретвизана» с командой из 10 добровольцев, Дмитриев заметил в бухте три японских миноносца, двигавшихся на пересечение курса катера. Пользуясь темнотой, катер сумел подойти к среднему миноносцу на близкое расстояние и выпустил торпеду. Взрыв произошел в районе машинного отделения четырёхтрубного миноносца противника. Дмитриев так описывал кульминационный момент корреспонденту газеты «Русское слово»: «Вспышка выстрела, тяжелый всплеск мины, вылетевшей из аппарата, легкое шипение и сильный толчок, настолько сильный, что я едва удержался за аппарат. У неприятеля позади машины поднялся громадный столб воды, трубы и мачты точно ветром погнуло назад, а палуба около труб осела».
11 октября 1904 года «за сторожевую службу, охрану прохода в Порт-Артур и обстреливание неприятельских позиций» награждён орденом Святой Анны 4-й степени «За храбрость», а 4 ноября 1904 года «за рекогносцировки на рейде Порт-Артура и потопление неприятельского миноносца» — орденом Святого Георгия 4-й степени и за отличие в делах против неприятеля произведён в лейтенанты. 15 ноября 1904 года был легко ранен, но уже через неделю, 23 ноября 1904 года лейтенант Дмитриев на том же катере с той же командой вновь попытался проникнуть в бухту Тонкау, но у входа в неё наткнулся на цепь японских сторожевых судов. Катер выпустил мину по силуэту одного из кораблей, но в цель не попал.
19 декабря 1904 года, за 4 дня до сдачи Порт-Артура, прорвался на эсминце «Властный» в китайский порт Чифу, где находился до августа 1905 года. На интернированном в Циндао эскадренном броненосце «Цесаревич», сначала пассажиром, а с 16 августа 1905 года вахтенным начальником вернулся в феврале 1906 года на Балтику.

### Служба на Балтийском море

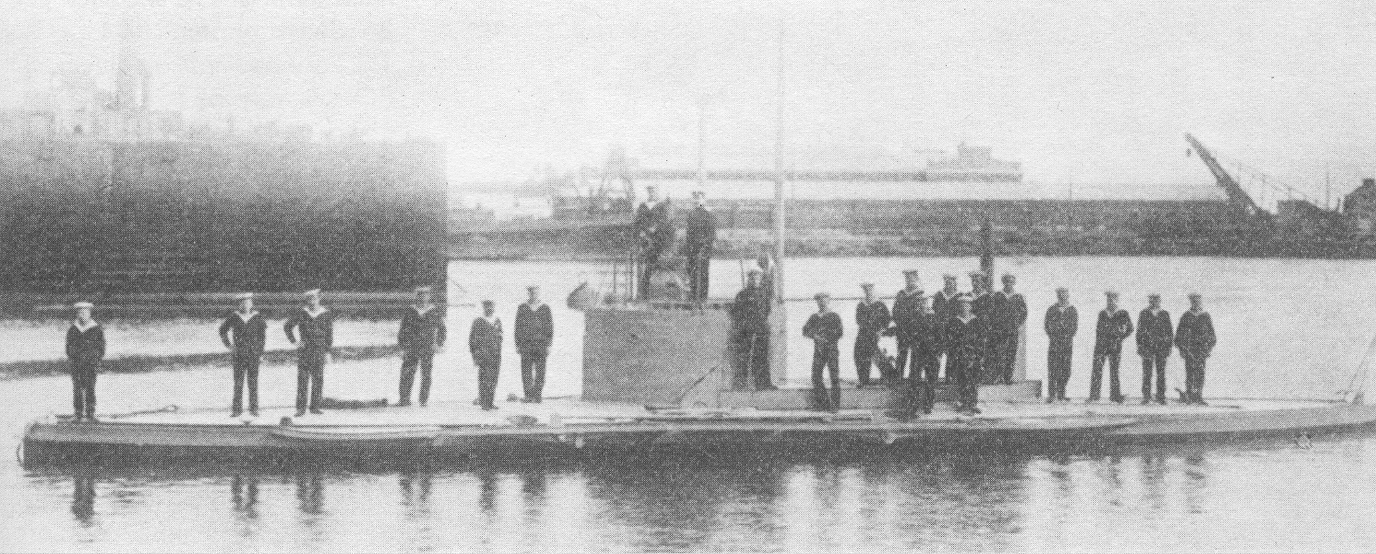
Подводная лодка «Сиг»

В 1907 году окончил Офицерский класс подводного плавания в Либавском Учебном отряде подводного плавания. 3 марта 1908 года был назначен командиром подводной лодки «Сиг». В 1909 году во время манёвров «Сиг» стала единственной подводной лодкой, сумевшей выйти в атаку на корабли условного противника. В том же году написал подробное учебное пособие «Подводная лодка «Сиг»: Описание и инструкции».

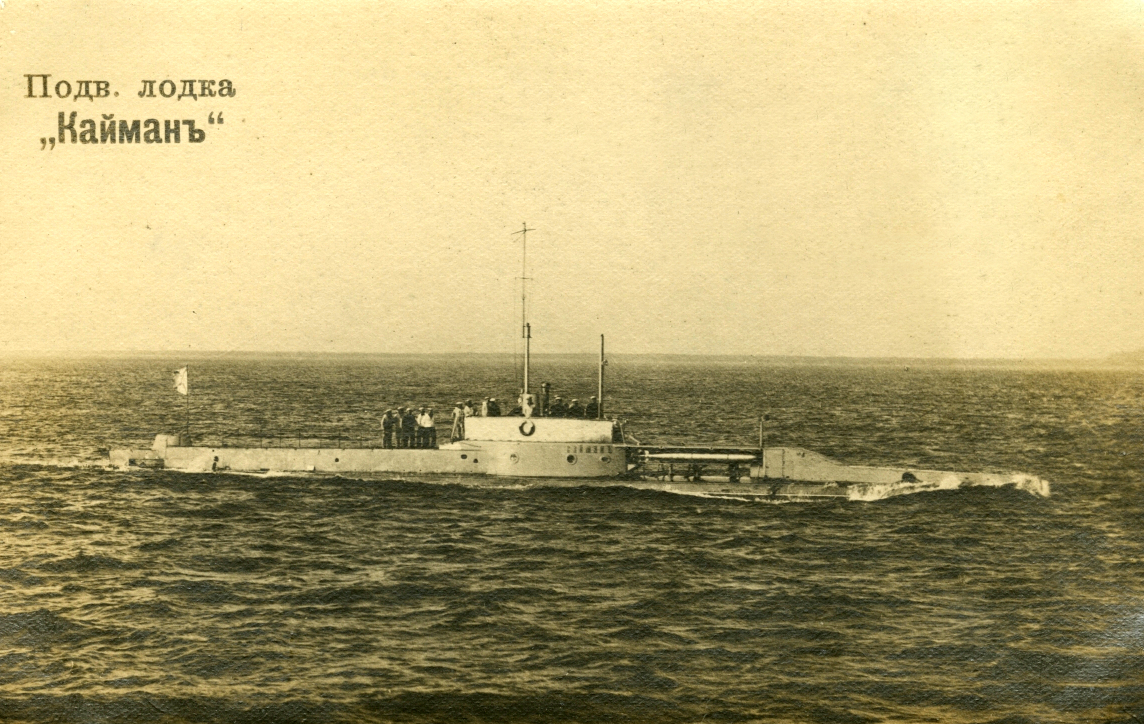
Подводная лодка «Кайман»

В 1909 году произведён в старшие лейтенанты за отличие. 10 мая 1910 года назначен помощником старшего офицера броненосного крейсера 1 ранга «Рюрик». В 1911 году стал командиром эскадренного миноносца «Достойный», 18 июля 1911 года назначен старшим офицером канонерской лодки «Хивинец», на которой прослужил до 1913 года. 3 июня 1913 года назначен командиром подводной лодки «Кайман». 14 апреля 1914 года произведён в капитаны 2 ранга. Участник Первой мировой войны. Подводная лодка под командование Дмитриева в годы войны несла позиционную и дозорную службу в Финском заливе. С 17 октября 1915 года — командир посыльного судна «Бакан», с которого началась история создания Флотилии Северного Ледовитого океана.
После Октябрьской революции покинул Россию. К лету 1921 года находился на службе в Англии. Умер 24 мая 1965 года.

## Награды
Капитан 2 ранга Дмитриев 7-й Валериан Иванович был награждён орденами и медалями Российской империи:
- орден Святой Анны 3-й степени с мечами и бантом (26.03.1904);
- орден Святой Анны 4-й степени «За храбрость» (11.10.1904);
- орден Святого Георгия 4-й степени (04.11.1904);
- орден Святого Станислава (1914)
- орден Святой Анны 2-й степени (30.07.1915);
- мечи к ордену Святой Анны 2-й степени (12.11.1915);
- Серебряная медаль «В память русско-японской войны» с бантом (1906);
- Светло-бронзовая медаль «В память 300-летия царствования дома Романовых» (1913);
- Крест «За Порт-Артур» (1914);
- Светло-бронзовая медаль «В память 200-летия морского сражения при Гангуте» (1915).

Иностранные:
- орден Князя Даниила I 4-й степени, рыцарь (1910, Черногория)

## Публикации
- Дмитриев В. И. Подводная лодка «Сиг»: Описание и инструкции / Лейт. В. И. Дмитриев. — Либава : Учеб. отряд подвод. плавания, 1909. — 32 с., 4 л. черт.; 23.
- Дмитриев В. И. Эпизод из действий минного катера броненосца «Ретвизан» во время осады японцами крепости Порт-Артур // Кашкаров Д. Д. Рассказы о действиях охотников в минувшие войны. СПб. 1910. С. 35-42;
- Дмитриев В. И. Очерки обороны Порт-Артура // Кортик. Флот. История. Люди. 2009. Вып. 8. С. 103—116.